# Anopheles listeri
Anopheles listeri är en tvåvingeart som beskrevs av Meillon 1931. Anopheles listeri ingår i släktet Anopheles och familjen stickmyggor. Inga underarter finns listade i Catalogue of Life.